# ایر آنتیل اکسپرس
ایر آنتیل اکسپرس (به انگلیسی: Air Antilles Express) یک شرکت هواپیمایی با کد یاتا 3S است که در تاریخ ۱ دسامبر ۲۰۰۲ میلادی تأسیس شده است. دفتر مرکزی ایر آنتیل اکسپرس در جزیره گوادلوپ واقع شده‌است و قطب این شرکت هواپیمایی در فرودگاه بین‌المللی پوانت آ پیتر قرار دارد و به ۸ مقصد، پرواز مستقیم انجام می‌دهد.